# Khamisina
Genre
Khamisina est un genre d'araignées aranéomorphes de la famille des Oonopidae.

## Distribution
Les espèces de ce genre se rencontrent en Afrique subsaharienne.

## Liste des espèces
Selon World Spider Catalog (version 16.0, 14/07/2015) :
- Khamisina ibadan Platnick & Berniker, 2015
- Khamisina kilifi Platnick & Berniker, 2015
- Khamisina kivu Platnick & Berniker, 2015

## Publication originale
- Platnick & Berniker, 2015 : The goblin spider genus Khamisia and its relatives (Araneae, Oonopidae). American Museum Novitates, no 3837, p. 1-66 (texte intégral).